# مذنب جير إكس 2
مذنب جير إكس 2، المعروفة أيضا باسم مذنب جير إكس إكس (باليابانية: ギルティギア イグゼクス, هيبورن: Giruti Gia Iguzekusu) هي لعبة قتال طورت بواسطة آرك سيستم وركز ونشرتها شركة سامي. أُعلن عنها في يناير 2002، وأُصدرت في 23 مايو 2002. ثم نقلت لاحقًا إلى بلاي ستيشن 2 ونُشرت في أمريكا الشمالية وأوروبا.
كان بيع إصدار بلاي ستيشن 2 من اللعبة جيدًا في اليابان؛ حيث بيعت أكثر من 140.000 نسخة بين عامي 2002 و 2004. واحتلت اللعبة مرتبة 117 الأكثر مبيعًا في اليابان في عام 2002، حيث بيعت 112.520 نسخة اعتبارًا من 31 ديسمبر 2002. وتم الإشادة باللعبة من قبل نقاد الألعاب، بسب العديد العديد من الجوانب، أبرزها طريقة اللعب، والمرئيات، والموسيقى.

## طريقة اللعب
يعمل نظام القتال حول تكوين أربعة أزرار للهجوم، يتكون من الضرب والركل والشرطة المائلة والشرطة المائلة الثقيلة.تسمح الأزرار الإضافية لـلاعب بأداء التهكم والرمي أعداء في الهواء. عندما تسبب شخصية ما ضررًا أو تتحرك نحو خصمها، يتقاضى مقياس التوتر رسومًا، ومع ذلك، عندما تتحرك الشخصية للخلف أو تستخدم حركات دفاعية كثيرًا، يتم تقليل مقياس التوتر الخاص بها. تقنيات خاصة - يمكن تنفيذ «القتل الفوري» أو «الدفاع الخالي من العيوب» أو «هجمات الزاوية الميتة» أو «إلغاء الرومان».
تضيف لعبة  مذنب جير إكس 2 ميزة جديدة إلى السلسلة: مقياس انفجار، يتم ملؤه عندما يتسبب اللاعب في حدوث ضرر أو تلقيه. بواسطة الضغط على الأزرار معًا، تقفز شخصية اللاعب وتطلق العنان لطاقة - انفجار الروح. يسمح للاعب بكسر المجموعات والتحركات الفائقة في منتصف هجوم الخصم. أيضًا، إذا أصاب الانفجار الخصم، فسيتم ملء مقياس التوتر بأقصى سعته على الفور.
تقدم لعبة مذنب جير إكس 2 ثمانية أوضاع: أركيد، البقاء على قيد الحياة، M.O.M. (اختصار لميدالية المليونيرات)، المهمة، القصة، التدريب، مقابل 2P ومقابل وحدة المعالجة المركزية. يسمح وضع اركيد للاعب بالقتال ضد العديد من الأعداء حتى الوصول إلى المعركة النهائية ضد الرئيس. في وضع البقاء على قيد الحياة، يقاتل اللاعب باستمرار ضد أعداء حتى يصل إلى 500 والنهائي مستوى أو يموت، أيهما يأتي أولاً.
ميدالية المليونيرات هي نوع مختلف يكسب فيه اللاعب ميداليات من خلال أداء المجموعات. في وضع المهمة، هناك 50 تحديًا، حيث يقاتل اللاعب مع وضد شخصية محددة مسبقًا؛ شخصية اللاعب لديها إعاقة مثل منعها من القفز أو تسميمها أو بدء معركة بنصف الصحة.
يكشف نمط القصة عن حبكة اللعبة من خلال المعارك المتداخلة مع المحادثات بين شخصية اللاعب وأعدائه. يختلف باختلاف اختيار اللاعب وأدائه في المعارك؛ يوجد إجمالي 60 نهايات محتملة. يسمح وضع التدريب للاعب بتعلم الهجمات من خلال محاربة عدو وحدة المعالجة المركزية القابلة للتخصيص. لاعبان يمكن أن تلعب في Versus 2P، وعلى وحدة المعالجة المركزية مقابل وحدة المعالجة المركزية، يقاتل اللاعب AI - شخصية مسيطر عليها. بالإضافة إلى تلك المعدلة